# Мирненська сільська рада (Оріхівський район)
| Мирненська сільська рада — колишній орган місцевого самоврядування у Оріхівському районі Запорізької області з адміністративним центром у с. Мирне. Історична дата утворення: в 1928 році. Сільській раді підпорядковані населені пункти: - с. Мирне |

## Склад ради
Рада складалася з 14 депутатів та голови.

### Керівний склад ради
| ПІБ                           | Основні відомості                                                 | Дата обрання | Дата звільнення |
| ----------------------------- | ----------------------------------------------------------------- | ------------ | --------------- |
| Циганкова Світлана Миколаївна | Сільський голова, 1960 року народження, освіта, позапартійна      | 26.03.2006   | 31.10.2010      |
| Циганкова Світлана Миколаївна | Сільський голова, 1960 року народження, освіта вища, позапартійна | 31.10.2010   |                 |

Примітка: таблиця складена за даними джерела